# 叉斑齿螯蛛
叉斑齿螯蛛（学名：Enoplognatha japonica）为球蛛科齿螯蛛属的动物。分布于日本、韩国以及中国大陆的吉林、辽宁、河北、山西、陕西、山东、河南、江苏、安徽、浙江、湖北、湖南、四川、云南等地，一般生活于作物植株的基部，包括稻田、棉田、麦田、大豆田等作物底层及石下土缝等处。该物种的模式产地在日本。